# Kamionki (Giżycko)
Kamionki (deutsch Kamionken, 1928 bis 1945 Steintal) ist ein Dorf in der polnischen Woiwodschaft Ermland-Masuren, das zur Gmina Giżycko (Landgemeinde Lötzen) im Powiat Giżycki (Kreis Lötzen) gehört.

## Geographische Lage
Kamionki liegt südöstlich des Dobensees (polnisch Jezioro Dobskie) im nördlichen Osten der Woiwodschaft Ermland-Masuren. Die Kreisstadt Giżycko (Lötzen) ist neun Kilometer in südöstlicher Richtung entfernt.

## Geschichte
Als Gründungsdatum des damals noch Steindamerau genannten Dorfes gilt der 14. September 1436: an diesem Tag verschrieb der Komtur Johann von Belnhausen in Steindamerau 60 Hufen zu Magdeburger Recht. 1785 war Camjontken ein königliches Bauerndorf mit 30 Feuerstellen, im Jahr 1818 zählte man in Camnionken bereits 35 Feuerstellen mit 233 Einwohnern.
Am 29. März 1874 wurde Camionken Amtsdorf und damit namensgebend für einen Amtsbezirk, der – 1928 in „Amtsbezirk Steintal“ umbenannt – bis 1945 bestand und zum Kreis Lötzen im Regierungsbezirk Gumbinnen (1905 bis 1945: Regierungsbezirk Allenstein) in der preußischen Provinz Ostpreußen gehörte.
Im Jahr 1910 waren in Kamionken 522 Einwohner registriert. Ihre Zahl verringerte sich bis 1933 auf 501 und belief sich 1939 auf 507.
Aufgrund der Bestimmungen des Versailler Vertrags stimmte die Bevölkerung im Abstimmungsgebiet Allenstein, zu dem Kamionken gehörte, am 11. Juli 1920 über die weitere staatliche Zugehörigkeit zu Ostpreußen (und damit zu Deutschland) oder den Anschluss an Polen ab. In Kamionken stimmten 420 Einwohner für den Verbleib bei Ostpreußen, auf Polen entfielen keine Stimmen. Am 13. März 1928 wurde Kamionken in „Steintal“ umbenannt.
In Kriegsfolge kam das Dorf 1945 mit dem gesamten südlichen Ostpreußen zu Polen und führt die polnische Namensform „Kamionki“. Heute ist der Ort Sitz eines Schulzenamtes (polnisch sołectwo) und eine Ortschaft im Verbund der Gmina Giżycko (Landgemeinde Lötzen) im Powiat Giżycki (Kreis Lötzen), vor 1998 der Woiwodschaft Suwałki, seither der Woiwodschaft Ermland-Masuren zugehörig.

### Amtsbezirk Kamionken/Steintal (1874–1945)
Der Amtsbezirk Kamionken (1928 bis 1945: Amtsbezirk Steintal) umfasste ursprünglich sieben Dörfer, am Ende noch fünf:
| Name         | Änderungsname 1938 bis 1945 | Polnischer Name | Bemerkungen                         |
| ------------ | --------------------------- | --------------- | ----------------------------------- |
| Bogatzko     | Rainfeld                    | Bogacko         |                                     |
| Faulhöden    |                             | Fuleda          |                                     |
| Groß Wronnen | Großwarnau                  | Wrony           |                                     |
| Gutten       |                             | Guty            |                                     |
| Kallinowen   |                             | Kalinowo        | 1936 nach Groß Wronnen eingemeindet |
| Kamionken    | (ab 1928:) Steintal         | Kamionki        |                                     |
| Schönberg    |                             | Piękna Góra     | 1928 nach Groß Wronnen eingemeindet |

Am 1. Januar 1945 bildeten noch die fünf Gemeinden den Amtsbezirk: Faulhöden, Großwarnau, Gutten, Rainfeld und Steintal.

## Religionen

### Evangelisch
Kamionken resp. Steintal war bis 1945 in die Evangelische Pfarrkirche Lötzen in der Kirchenprovinz Ostpreußen der Kirche der Altpreußischen Union eingepfarrt. Diese Zugehörigkeit besteht heute auch für Kamionki in Bezug auf die Evangelische Pfarrkirche Giżycko, die der Diözese Masuren der Evangelisch-Augsburgischen Kirche in Polen zugeordnet ist.

### Römisch-katholisch
Vor 1945 gehörte Kamionken resp. Steintal zur Katholischen Pfarrkirche St. Bruno in Lötzen innerhalb des damaligen Bistums Ermland. Nach 1945 wurde in Kamionki eine eigene katholische Kirche gebaut, die den Namen des Johannes von Krakau (polnisch św. Jan Kanty) trägt, sowie eine Pfarrei gebildet, der die einstige Kirche Doben im Nachbarort Doba als Filialkapelle zugehört. Die Pfarrei ist Teil des Dekanats św. Szczepana Męczennika in Giżycko im Bistum Ełk (Lyck) der Römisch-katholischen Kirche in Polen.

## Schule
Aufgrund der Schulreform Friedrich Wilhelms I. wurde 1717 in Kamionken eine Schule gegründet. Im Jahr 1945 wurde sie dreiklassig geführt und auch von den Kindern aus Gutten besucht. 

## Verkehr
Kamionki ist von der polnischen Woiwodschaftsstraße DW 592 (einstige deutsche Reichsstraße 135) aus sowohl von Wrony Nowe als auch von Piękna Góra (Schönberg) aus zu erreichen. Von dem Seeort Fuleda (Faulhöden) führt eine Landwegverbindung nach Kamionki. 